# Transmisión de mando de Luis Arce
La transmisión de mando de Luis Arce Catacora se refiere a la transición presidencial realizada entre el Gobierno saliente de Jeanine Áñez y el Gobierno entrante de Luis Arce, el cual empezó a partir del 26 de octubre de 2020 y finalizó el 8 de noviembre de 2020 con la investidura presidencial de Luis Arce, el cual es el acto de posesión del nuevo presidente electo en la ciudad de La Paz.
La transmisión de mando presidencial comenzó una vez que de manera oficial el Tribunal Supremo Electoral (TSE) reconociera los resultados finales y oficiales que daban la victoria al binomio ganador de Luis Arce Catacora y David Choquehuanca Céspedes en primera vuelta durante las elecciones generales de Bolivia de 2020. Cabe mencionar que el traspaso del poder gubernamental finalizó con el acto de posesión, el cual fue el punto inicial del comienzo del periodo presidencial de cinco años que comprende desde el 8 de noviembre de 2020 hasta el 8 de noviembre de 2025.

## Elecciones
El 23 de octubre de 2020, el Tribunal Supremo Electoral (TSE) dio a conocer a nivel nacional los resultados finales del cómputo oficial de las elecciones generales de Bolivia de 2020 en donde habían ganado ampliamente los candidatos Luis Arce y David Choquehuanca con el 55,10 % de la votación total de todo el país.

## Credenciales
El 28 de octubre de 2020, el Tribunal Supremo Electoral (TSE) procedió a entregar las credenciales a los candidatos Luis Arce y David Choquehuanca, acreditándolos de esa manera oficialmente como presidente electo y vicepresidente electo, democráticamente elegidos en las urnas por el pueblo boliviano.

## Comisiones
El 26 de octubre de 2020, las autoridades del gobierno nacional señalaron de manera pública que esperarían una reunión entre la mandataria saliente y el mandatario entrante, esto con el objetivo de que ambos puedan coordinar la transición presidencial como siempre había ocurrido en Bolivia. Pero el 28 de octubre, el presidente electo descartó reunirse con Jeanine Añez y en vez de eso, designó solamente a una comisión para que vaya a coordinar la transición con el gobierno saliente.

### Comisión del gobierno saliente
Para el traspaso del poder gubernamental, el 26 de octubre de 2020 el gobierno de la presidenta Jeanine Áñez Chávez creó la «Comisión de transmisión del mando presidencial» la cual se encontraba a la cabeza del Ministerio de Relaciones Exteriores de Bolivia. Dicha comisión estaba conformada por el ministro de la presidencia Yerko Núñez Negrette, el ministro de minería y metalurgia Jorge Oropeza Terán y el ministro de justicia y transparencia institucional, Álvaro Coimbra, así como también varios viceministros de estado.

### Comisión del gobierno entrante
A su vez, el gobierno recientemente electo, acreditó ante el gobierno boliviano una comisión conformada por 5 personas para recibir la documentación e información de todos los ministerios del estado boliviano. El presidente electo Luis Arce designó a Wilfredo Chávez Serrano, María Nela Prada y Gerardo García, entre otros, para que formen parte de dicha comisión que tendría el objetivo de reunirse con el gobierno para recabar y recolectar toda la información posible de todas las carteras de estado. 
El 29 de octubre de 2020 se reunieron por primera vez ambas comisiones en el edificio de la Casa Grande del Pueblo.